# 内藤高治

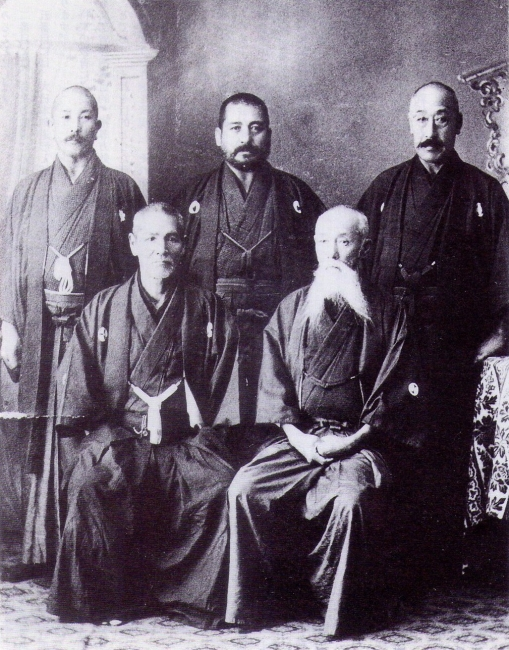
後列中央内藤高治。1912年（大正元年）

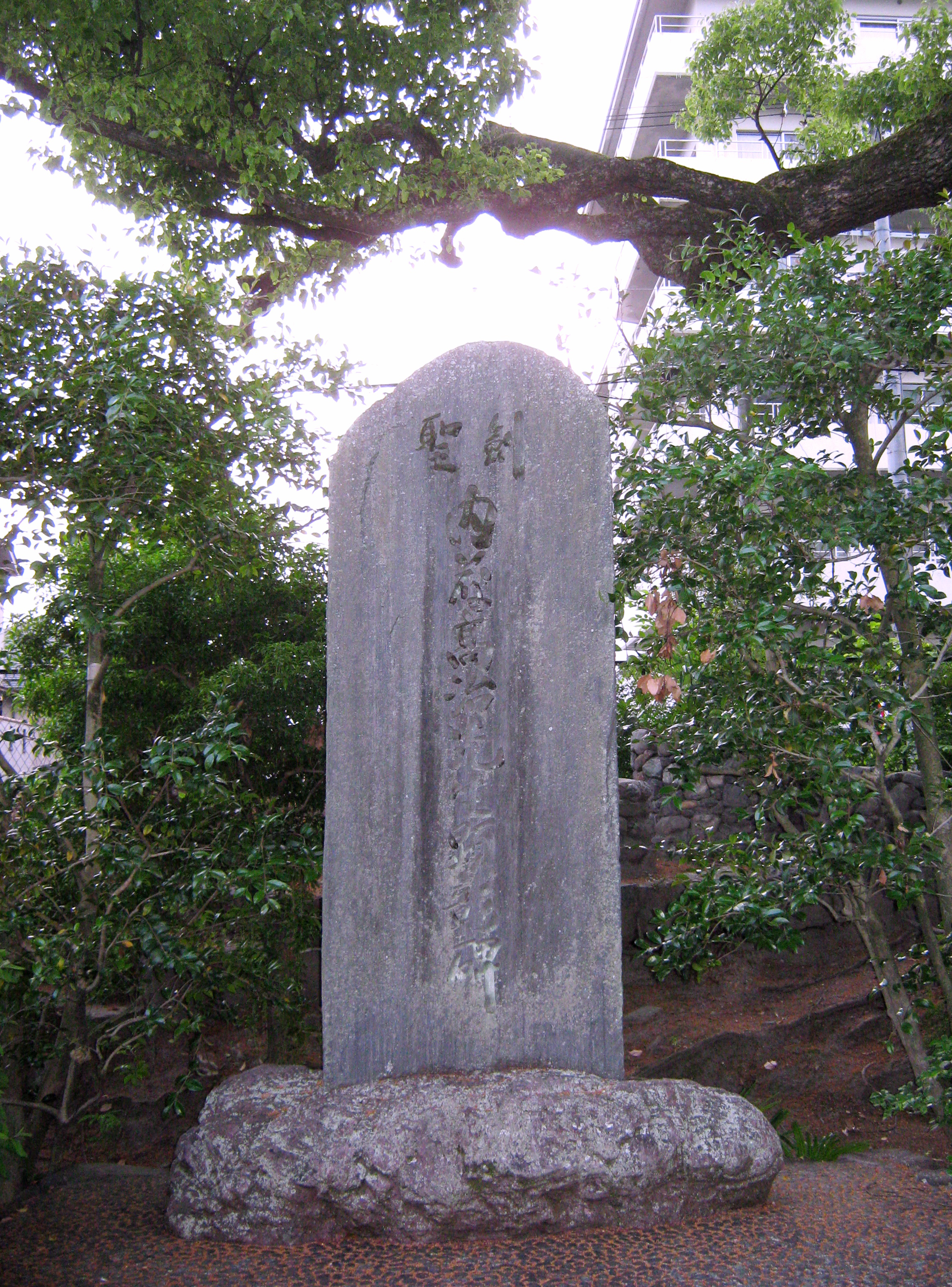
剣聖内藤高治先生顕彰碑（京都市左京区、武道センター内）

内藤 高治（ないとう たかはる、文久2年10月25日（1862年12月16日） - 昭和4年（1929年）4月9日）は、日本の剣道家。流派は北辰一刀流。称号は大日本武徳会剣道範士。武道専門学校教授。
高野佐三郎と共に剣道界に大きな影響力を持ち、「西の内藤、東の高野」と言われていた。

## 経歴

### 生い立ち
水戸藩士・市毛家の六男として水戸に生まれる。父は水戸藩弓術師範・市毛高矩、母は北辰一刀流剣術師範・渡辺清左衛門の娘という武芸の家柄であった。
明治2年（1869年）から漢籍、水練、剣術を学ぶ。12歳で北辰一刀流剣術師範小澤寅吉の東武館道場に入門し、2年後の14歳で切紙を与えられ、さらに4年後の18歳では目録に進んでいる。同門であった門奈正とは幼なじみで、門奈邸の庭でよく剣術の稽古をしていた。
明治14年（1881年）、叔父にあたる、水戸藩士・内藤儀左衛門政敏（禄高は750石、慶応3年〈1867年〉、水戸藩の藩内抗争により死去、妻は市毛高矩の妹）の養嗣子となり、内藤高治と名乗った。

### 上京修行
明治16年（1883年）4月に上京し、下谷車坂の榊原鍵吉道場を中心に1年間修行する。翌年から日本各地への回国修行を開始し、山籠もりするなど苦行を積んだ。東京へ戻ると警視庁撃剣世話掛の川崎善三郎、高野佐三郎らに試合を挑み、連勝した。
明治21年（1888年）5月9日、自身も警視庁に一等巡査として任官し、下江秀太郎の斡旋で東武館の同門である門奈正と同じ警察署に配属された。この頃、内藤を頼って上京してきた甥の市毛谷に大相撲力士になることを勧め、反対する親族を説得して入門させた。谷は常陸山谷右エ門の四股名で横綱まで昇進する。
明治27年（1894年）、日清戦争が勃発。警視庁は居留民保護のため撃剣世話掛に朝鮮出張を命じ、内藤、門奈も朝鮮に赴いた。内藤は神戸を出帆する際「かねてより思ひ込めにし武士（もののふ）の弓矢心を今日や晴らさん」と詠んだが、現地で急性肋膜炎を発症して帰国した。
明治30年（1897年）、大日本武徳会から精錬証を授与される。
警視庁勤務の傍ら牛込原町に道場「養真館」を開き、東京専門学校（現早稲田大学）の撃剣部師範を務めた。

### 大日本武徳会
明治32年（1899年）3月、京都に大日本武徳会の本部武徳殿が竣工。武徳会は教授陣の強化をはかり、奥村左近太、三橋鑑一郎、内藤高治、佐々木正宜、小関教政の5名を指名した。内藤は武徳会常議員楠正位からの「ミチノタメキタレ」という電報に魂をゆさぶられ、同年9月、東京に築いた地盤一切をなげうって大日本武徳会本部に奉職した。
武術教員養成所（のち武道専門学校に改称）の剣道主任教授を務め、後の剣道十段・持田盛二、斎村五郎などを育てた。
明治34年（1901年）5月、第6回武徳祭大演武会で高野佐三郎と対戦し、1対1で引き分けた。審判を務めた三橋鑑一郎は、「あとにも先にも、あれ以上の試合は見たことがない」と、名勝負を後々まで述懐した。
明治44年（1911年）、大日本帝国剣道形制定の主査委員に任じられる。
剣道の競技化を嫌い、切り返しや掛かり稽古等基本を徹底して指導した。このため昭和天覧試合の開催に強く反対したが、宮内省官僚の西園寺八郎から勅命であると言われ、やむなく従った。「これで日本剣道は滅びた」と嘆じ、開催直前の昭和4年（1929年）4月9日に脳出血で急死した。

## 内藤高治が登場する作品
漫画
- 村上もとか『龍-RON-』

テレビドラマ
- 『龍-RON-』（1995年、NHK、演：萬屋錦之介）